# Alfred Durieux
Alfred François Durieux (Charleroi, 27 maart 1862 - Leuven, 28 februari 1947) was een Belgisch senator.

## Levensloop
Durieux werd geboren als de zoon van de ongehuwde wasvrouw Marie-Thérèse Jopart en werd erkend als zoon van colporteur Joseph Durieux. Hij werkte als typograaf in drukkerijen in Charleroi en Montignies-sur-Sambre, alvorens Durieux in september 1884 naar Brussel emigreerde, vermoedelijk aangetrokken door de betere perspectieven en arbeidsvoorwaarden waarop drukkers in die stad konden rekenen.
In 1886 werd Durieux verkozen als commissaris van de Association Libre des Compositeurs et Imprimeurs Typographes de Bruxelles (ALCIT), de vakvereniging voor drukkers-typografen en letterzetters in Brussel, en werd er in 1893 de secretaris van. In 1894 werd hij ook secretaris van de pensioenkas van deze vakbond en in 1895 ontvanger. Van 1889 tot 1907 zetelde hij tevens in het Centraal Comité van de Belgische Typografische Federatie (BTF), waar hij achtereenvolgens de functies van adviseur (1889), adjunct-secretaris (1891) en schatbewaarder-ontvanger (1893) bekleedde. Van 1903 tot 1907 was hij ondervoorzitter van de BTF en van 1901 tot 1904 was hij eveneens secretaris van de Vrije Vereniging voor Typografen, waar hij ontslag nam uit onvrede met de verhuizing van de hoofdzetel van deze vakbeweging.
In januari 1907 werd hij verkozen tot voorzitter van de Belgische Typografische Federatie, een functie die hij bleef uitoefenen tot in 1913. In 1908 werd hij dan weer verkozen tot bestendig secretaris van de Association Libre des Compositeurs et Imprimeurs Typographes de Bruxelles, waarvan hij in 1923 de voorzitter werd. In die hoedanigheid werd hij tevens voorzitter van de pensioenkas van de vakbond. Daarnaast vertegenwoordigde hij de typografen in het bestuurscomité van de Brusselse Boekfederatie (BBF), die de zeven sectoren in de Brusselse boekenindustrie groepeerde. In 1936 werd hij eveneens ondervoorzitter van Floréal, een coöperatieve vennootschap van huurders in Bosvoorde.
Durieux militeerde vanaf de jaren 1880 voor de socialistische Belgische Werkliedenpartij en werd in november 1919 met een hoog aantal voorkeurstemmen verkozen in de Senaat, als rechtstreeks gekozen senator voor het arrondissement Brussel. Hij bleek echter niet aan de verkiesbaarheidsvoorwaarden te voldoen; als huurder betaalde hij geen kadastraal inkomen en de omvang van de directe belastingen die hij betaalde was onvoldoende. Hierdoor werd zijn verkiezing als senator in februari 1920 ongeldig verklaard en in mei dat jaar werd bij aanvullende verkiezingen een vervanger verkozen.
Tijdens de Tweede Wereldoorlog bleef Durieux aan als bestuurder van de ALCIT, ook toen deze door de bezetter gedwongen werd om in de Unie van Hand- en Geestesarbeiders op te gaan. Dit werd hem na de Bevrijding kwalijk genomen en voortaan was hij persona non grata in de syndicale middens van de Brusselse boekenindustrie. Durieux bekleedde geen enkele syndicale functie meer en overleed in februari 1947 in Leuven.